# Эпштейн, Аркадий Исаакович
Аркадий Исаакович Эпштейн (укр. Аркадій Ісакович Епштейн; 10 октября 1922, Харьков, Украинская ССР — 8 июня 2005, там же, Украина) — советский и украинский учёный-историк, харьковский краевед. Доктор исторических наук (1990), профессор (1991). Участвовал в Великой Отечественной войне, за что был удостоен нескольких орденов.  После войны окончил исторический факультет Харьковского государственного университета, где и остался работать. В 1950-х — начале 1960-х совмещал работу в ХГУ с преподаванием в Харьковском театральном институте, затем Харьковском авиационном институте, где в 1990 году стал профессором кафедры политологии и истории Украины. В последние четыре года жизни был профессором кафедры историографии, источниковедения и археологии Харьковского национального университета имени В. Н. Каразина (до 1999 года ХГУ).  В 2003 году ему было присвоено почётное докторское звание этого вуза.

## Биография
Также в студенческие годы участвовал в одном из студенческих кафедральных кружков при историческом факультете.
Преподавал на курсах углубленной переподготовки учителей средних школ, которые функционировали при Харьковском государственном университете с 1969 года.
По состоянию на 2003/4 год был одним из девяти докторов наук — профессоров, которые работали на историческом факультете и одним из двух докторов наук — профессоров работавших на кафедре историографии, источниковедения и археологии Харьковского национального университета имени В. Н. Каразина(вторым был Борис Шрамко).